# 都昌候鸟省级自然保护区
都昌候鸟省级自然保护区位于中国江西省都昌县，与鄱阳湖国家级自然保护区和南矶山湿地国家级自然保护区毗邻，占地面积411平方公里，为鄱阳湖区域内面积最大的自然保护区。是候鸟在东亚-澳大利西亚迁徙路上重要的栖息地。